# سوميرتون وفروم (دائرة انتخابية في المملكة المتحدة)
سوميرتون وفروم (بالإنجليزية: Somerton and Frome)‏ هي إحدى الدوائر الانتخابية في المملكة المتحدة الممثلة في مجلس العموم في برلمان المملكة المتحدة.
عضو البرلمان الذي يمثلها حالياً هو :Mr David Heath (LD).